# Selenaria concinna
Selenaria concinna är en mossdjursart som beskrevs av Tenison Woods 1880. Selenaria concinna ingår i släktet Selenaria och familjen Selenariidae. Inga underarter finns listade i Catalogue of Life.